# シラー (小惑星8722番)
シラー (8722 Schirra) は、小惑星帯に位置する小惑星である。リチャード・G・デイヴィスがグランヴィル天文台で発見した。
マーキュリー計画、ジェミニ計画、アポロ計画でそれぞれ地球周回飛行を行った唯一の宇宙飛行士であるウォルター・シラーに因んで名付けられた。なお、日本語で表記すると「シラー」になる小惑星がもう一つ存在する (3079 Schiller)。